# Decachorda gaedei
Decachorda gaedei är en fjärilsart som beskrevs av Abel Dufrane 1953. Decachorda gaedei ingår i släktet Decachorda och familjen påfågelsspinnare. Inga underarter finns listade i Catalogue of Life.